# Бенедикт XIV
Бенедикт XIV (лат. Benedictus PP. XIV; в миру Просперо Лоренцо Ламбертини, итал. Prospero Lorenzo Lambertini; 31 марта 1675, Болонья, Папская область — 3 мая 1758, Рим, Папская область) — папа римский с 17 августа 1740 года по 3 мая 1758 года.

## Ранние годы
Просперо Ламбертини родился 31 марта 1675 года в Болонье, в то время во втором по величине городе Папской области. Происходил из буржуазной семьи среднего достатка. Сын сенатора Марчелло Ламбертини и Лукреции Булгарини.
В возрасте тринадцати лет он начал посещать Клементийский колледж в Риме, где изучал риторику, латынь, философию и богословие. Получил юридическое и теологическое образование. Во время учёбы он изучал труды Фомы Аквинского, который был его любимым автором. Вскоре после этого, в 1694 году, в возрасте девятнадцати лет, он получил степень доктора богословия и доктора права

## Церковная карьера
Поступил на службу в римскую курию. Здесь он проявил не только глубокое знакомство с принципами церковного права, но и основательные гуманитарные познания. Бенедикт XIII назначил его епископом Анконы. В 1728 году Ламбертини стал кардиналом. Климент XII назначил его архиепископом Болоньи.

## Избрание

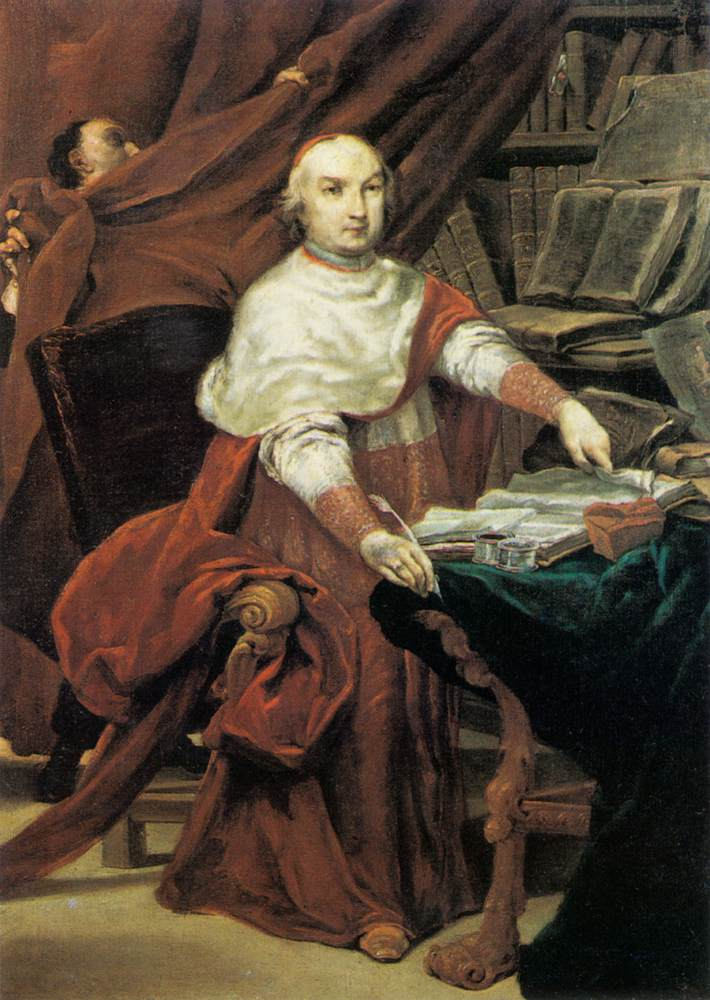
Кардинал Ламбертини, ок. 1740

После смерти Климента XII дискуссии в Конклаве растянулись на шесть месяцев. Ему приписывают слова, сказанные им кардиналам: «Если вы желаете избрать святого — выбирайте Готти; если государственного деятеля, то Альдрованди, если честного человека — изберите меня» (Людовико Готти (1664—1742) был профессором философии в колледже Святого Фомы — будущем Папском университете Святого Фомы Аквинского, Angelicum; Альдрованди был церковным юристом и кардиналом). Личность Ламбертини, который не имел связей ни с одним из могущественных аристократических родов, ни тем более с королевскими домами, примирила спорящие стороны.
17 августа 1740 года он был избран и взял имя Бенедикта XIV в честь Бенедикта XIII. Он был коронован 21 августа 1740 года.

## Понтификат
Новый папа был человеком мягкого характера, одарённым большим чувством юмора, простым в обращении, а в кругу друзей, когда он чувствовал себя свободно, даже весельчаком. Он не покровительствовал своим родственникам, не позволял им даже жить в Риме. Свойственное ему чувство реальности, понимание духа времени отчасти способствовали некоторому замедлению падения международного авторитета папства.
Папство Бенедикта XIV началось в период больших трудностей, в основном вызванных спорами между католическими правителями и папством о праве выдвигать епископов. Бенедикт XIV заключил ряд конкордатов: с Савойским герцогством, Испанией, Неаполитанским королевством и Португалией, которые ценой умеренных уступок позволили папе достигнуть материальных выгод и укрепить позиции церкви в этих странах.
В 1745 году Бенедикт XIV опубликовал одну из первых папских энциклик — «Vix pervenit», которая традиционно осуждала лихоимство, но признавала право на взимание умеренных процентов за предоставление ссуд.
Сам папа не был либералом, но поддерживал писателей и артистов. Он создал Римскую археологическую академию, а в Римском университете открыл отделения химии, физики и математики, обеспечил оборудованием лаборатории. В Болонье он создал специальный факультет для женщин и анатомический музей. Бенедикт XIV поддерживал переписку с самыми выдающимися умами эпохи Просвещения. Монтескьё и Вольтер посвятили ему некоторые свои произведения. Жители Рима любили папу за его доброту. После смерти ему был поставлен памятник даже в Англии с надписью: «Любимый папистами, уважаемый протестантами, клирик без хвастовства и алчности, князь без фаворитов, папа без непотов».
22 декабря 1741 года Бенедикт XIV обнародовал папскую буллу «Immensa Pastorum Principis» против порабощения коренных народов Америки и других стран.
В 1750 году Бенедикт XIV объявил Юбилейный год.
Во время своего папства Бенедикт XIV дал задание команде архитекторов под руководством Никола Сальви и Луиджи Ванвителли разработать проект большого дворца, который должен был стать более сложным и пышным, чем Казертский дворец. Дворец должен был быть построен к югу от базилики Святого Петра, но эти планы не осуществились при жизни папы, а его преемник, Климент XIII, о них и не вспомнил.

## Смерть и погребение

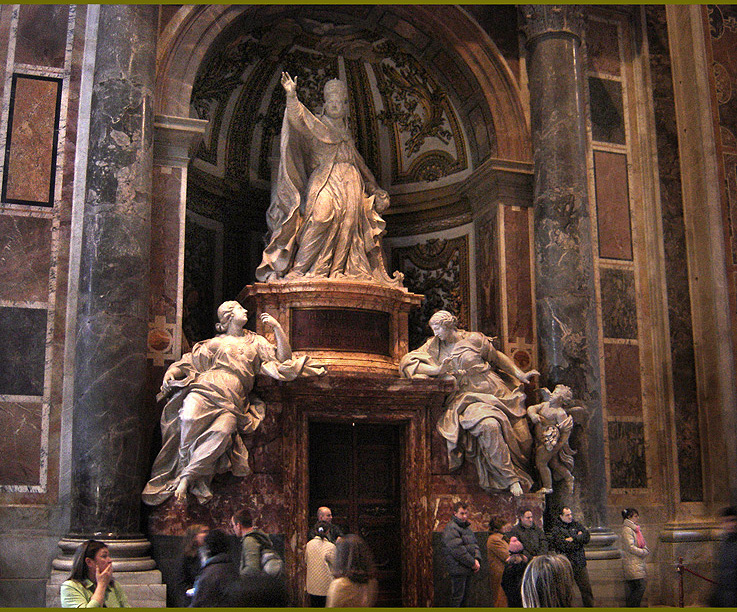
Гробница Бенедикта XIV, Собор Святого Петра

Здоровье Бенедикта XIV ухудшилось в 1758 году и 3 мая 1758 года он умер в возрасте 83 лет от подагры. Его последними словами, адресованными людям, окружавшим его на смертном одре, были: «Я оставляю вас в руках Бога». Он был похоронен в базилике Святого Петра.